# Wereldbeker schaatsen 2011/2012
De Wereldbeker schaatsen 2011/2012 (officieel: Essent ISU World Cup Speed Skating 2011/12) is een internationale schaatscompetitie verspreid over het gehele schaatsseizoen. De wereldbeker wordt dit seizoen in zeven weekenden afgewerkt. De eerste wedstrijd vond plaats van 18 november t/m 20 november 2011 in Uralskaja Molnija (Tsjeljabinsk) en de laatste van 9 maart t/m 11 maart 2012 in Sportforum Hohenschönhausen (Berlijn). De wereldbeker schaatsen wordt georganiseerd door de Internationale Schaatsunie (ISU).
De massastart is, na een aantal keren demonstratieonderdeel te zijn geweest, voor het eerst als officieel onderdeel opgenomen. De vrouwenrace gaat over 15 rondes en de mannenrace over 20 rondes en beide competities worden drie keer gehouden. De teamsprint zal twee keer als demonstratieonderdeel verreden worden. Ook nieuw is de Grand World Cup, een overall-klassement waarmee de beste schaatser en schaatsster van het wereldbekerseizoen (Grand World Cup winner 2011/12) bepaald wordt.

## Kalender
| Plaats         | Datum               | 500m | 1000m | 1500m | 3k/5k | 5k/10k | massastart | achtervolging | teamsprint | details           |
| -------------- | ------------------- | ---- | ----- | ----- | ----- | ------ | ---------- | ------------- | ---------- | ----------------- |
| Tsjeljabinsk   | 18-20 november 2011 | 2x   | 1x    | 1x    | 1x    |        |            | 1x            |            | Wereldbeker 1     |
| Astana         | 25-27 november 2011 | 2x   | 1x    | 1x    | 1x    |        | 1x         |               |            | Wereldbeker 2     |
| Heerenveen     | 2-4 december 2011   | 2x   | 1x    | 1x    |       | 1x     |            | 1x            | 1x*        | Wereldbeker 3     |
| Salt Lake City | 21-22 januari 2012  | 2x   | 2x    |       |       |        |            |               |            | Wereldbeker 4     |
| Hamar          | 11-12 februari 2012 |      |       | 1x    | 1x    |        |            | 1x            |            | Wereldbeker 5     |
| Heerenveen     | 2-4 maart 2012      | 2x   | 1x    | 1x    |       | 1x     | 1x         |               | 1x*        | Wereldbeker 6     |
| Berlijn        | 9-11 maart 2012     | 2x   | 1x    | 1x    | 1x    |        | 1x         | 1x            |            | Wereldbekerfinale |
| Totaal         | Totaal              | 12x  | 7x    | 6x    | 4x    | 2x     | 3x         | 4x            | 2x         |                   |

* = demonstratieonderdeel

## Eindstanden

### Mannen
| Afstand         | 1e            | 2e               | 3e               |
| --------------- | ------------- | ---------------- | ---------------- |
| 500 m           | Mo Tae-bum    | Pekka Koskela    | Tucker Fredricks |
| 1000 m          | Shani Davis   | Stefan Groothuis | Kjeld Nuis       |
| 1500 m          | Håvard Bøkko  | Kjeld Nuis       | Shani Davis      |
| 5&10 km         | Bob de Jong   | Sven Kramer      | Jorrit Bergsma   |
| Massastart      | Alexis Contin | Jorrit Bergsma   | Jonathan Kuck    |
| Achtervolging   | Nederland     | Zuid-Korea       | Duitsland        |
|                 |               |                  |                  |
| Grand World Cup | Kjeld Nuis    | Stefan Groothuis | Shani Davis      |

### Vrouwen
| Afstand         | 1e                | 2e                 | 3e                |
| --------------- | ----------------- | ------------------ | ----------------- |
| 500 m           | Yu Jing           | Lee Sang-hwa       | Jenny Wolf        |
| 1000 m          | Christine Nesbitt | Heather Richardson | Marrit Leenstra   |
| 1500 m          | Christine Nesbitt | Ireen Wüst         | Marrit Leenstra   |
| 3&5 km          | Martina Sáblíková | Stephanie Beckert  | Claudia Pechstein |
| Massastart      | Mariska Huisman   | Claudia Pechstein  | Anna Rokita       |
| Achtervolging   | Canada            | Rusland            | Zuid-Korea        |
|                 |                   |                    |                   |
| Grand World Cup | Christine Nesbitt | Martina Sáblíková  | Ireen Wüst        |

## Deelnamequota
Op basis van de wereldbeker van het voorafgaande seizoen 2010/2011 mogen de volgende landen bijgenoemd aantal deelnemers inschrijven per afstand, wanneer deze aan de limiet per afstand hebben voldaan. Het organiserend land van een wereldbeker mag op alle afstanden 5 deelnemers inschrijven, mits deze aan de limiet(en) hebben voldaan. Alle andere ISU-leden (landen met federaties in de ijs-/schaatssport die zijn aangesloten bij de ISU) mogen per afstand 1 deelnemer inschrijven, mits voldaan aan de limiet(en).
|                  | Mannen | Mannen | Mannen | Mannen  | Vrouwen | Vrouwen | Vrouwen | Vrouwen |
| Landen           | 500m   | 1000m  | 1500m  | 5/10 km | 500m    | 1000m   | 1500m   | 3/5 km  |
| ---------------- | ------ | ------ | ------ | ------- | ------- | ------- | ------- | ------- |
| Australië        | 2      | 2      | 1      | 2       | 1       | 1       | 1       | 1       |
| België           | 1      | 1      | 1      | 2       | 1       | 1       | 1       | 1       |
| Canada           | 5      | 5      | 4      | 3       | 3       | 5       | 5       | 5       |
| China            | 2      | 1      | 2      | 1       | 5       | 3       | 3       | 3       |
| Denemarken       | 1      | 1      | 1      | 1       | 1       | 1       | 1       | 3       |
| Duitsland        | 3      | 3      | 3      | 5       | 4       | 5       | 5       | 5       |
| Finland          | 3      | 2      | 1      | 1       | 1       | 1       | 1       | 1       |
| Frankrijk        | 1      | 1      | 2      | 2       | 1       | 1       | 1       | 1       |
| Italië           | 2      | 3      | 3      | 3       | 2       | 2       | 1       | 1       |
| Japan            | 5      | 3      | 2      | 3       | 5       | 4       | 5       | 5       |
| Kazachstan       | 2      | 3      | 3      | 2       | 2       | 2       | 1       | 1       |
| Letland          | 1      | 1      | 1      | 2       | 1       | 1       | 1       | 1       |
| Nederland        | 5      | 5      | 5      | 5       | 5       | 5       | 5       | 5       |
| Nieuw-Zeeland    | 1      | 1      | 2      | 2       | 1       | 1       | 1       | 1       |
| Noorwegen        | 2      | 5      | 5      | 5       | 3       | 3       | 4       | 5       |
| Oostenrijk       | 1      | 1      | 1      | 1       | 1       | 1       | 2       | 2       |
| Polen            | 2      | 1      | 4      | 3       | 1       | 2       | 3       | 3       |
| Rusland          | 3      | 5      | 4      | 3       | 3       | 5       | 5       | 5       |
| Tsjechië         | 1      | 1      | 1      | 1       | 3       | 3       | 3       | 2       |
| Verenigde Staten | 5      | 3      | 5      | 5       | 4       | 3       | 3       | 3       |
| Zuid-Korea       | 5      | 4      | 1      | 2       | 3       | 3       | 3       | 3       |
| Zweden           | 1      | 1      | 2      | 1       | 1       | 1       | 1       | 1       |
| Zwitserland      | 1      | 1      | 1      | 2       | 1       | 1       | 1       | 1       |

Voor de ploegenachtervolging mocht elk land één team inschrijven, mits alle drie de schaat(st)ers aan een van de wereldbekerlimieten hadden voldaan. Voor de massastart mocht elk land maximaal drie schaatsers inschrijven, mits de schaat(st)er(s) aan een van de wereldbekerlimieten had voldaan. Ook werd rekening gehouden met de wereldbekerstand op de 1500 meter.

## Limiettijden
Om te mogen starten in de Wereldbeker schaatsen 2011/2012 moet de schaatser na 1 juli 2010 aan de volgende limiettijden hebben voldaan. Voor deelname aan de ploegenachtervolging of massastart volstaat het rijden van een van deze limiettijden (om het even welke).
| Geslacht | 500m  | 1000m   | 1500m   | 3000m   | 5000m                            | 10.000m                            |
| -------- | ----- | ------- | ------- | ------- | -------------------------------- | ---------------------------------- |
| Mannen   | 36,20 | 1.11,90 | 1.51,00 | —       | 6.48,00                          | 13.40,00 (10 km) of 6.35,00 (5 km) |
| Vrouwen  | 40,00 | 1.20,00 | 2.03,00 | 4.24,00 | 7.25,00 (5 km) of 4.15,00 (3 km) | —                                  |